# Sage II
O Sage II, fabricado pela SAGE Computer Technology a partir de 1982, foi um dos mais poderosos e rápidos computadores pessoais de seu tempo. Possuía uma UCP de 16 bits e até 512 KiB de RAM (dos quais, apenas 128 KiB estavam efetivamente disponíveis como memória; os demais 384 KiB eram utilizados como RAMdisk).
Foram produzidas duas versões do Sage II: a primeira com drives de 5" 1/4 "full height" e a segunda com drives de meia altura.

## Características
| UCP           | Motorola MC-68000 em 8,00 MHz                                 |
| RAM           | 128 KiB(base)—512 KiB(máxima)                                 |
| ROM           | ? KiB                                                         |
| Teclado       | mecânico (de terminal de vídeo)                               |
| Display       | apenas texto: 80×25 linhas.                                   |
| Portas        | 2 RS232C, 1 IEEE-488, 1 porta paralela                        |
| Armazenamento | até dois drives de 5" 1/4 (640 KiB cada, formato nativo Sage) |